# Bunte Kuh (Schiff, 1906)
Die Bunte Kuh war ein deutscher Fischdampfer bzw. Hilfsminensucher der Kaiserlichen Marine. Benannt war das Schiff offensichtlich nach der Bunten Kuh aus dem 15. Jahrhundert.

## Geschichte
Die Bunte Kuh führte ab der Indienststellung 1906 das Fischereikennzeichen HH (= Hamburg, Große Hochseefischerei) 31 der „Hansa Hochseefischerei“ und wurde von dieser als Fischdampfer eingesetzt.
Nach dem Ausbruch des Ersten Weltkriegs wurde sie am 14. August 1914 von der Kaiserlichen Marine übernommen und in der Hilfsminensucher-Division Neufahrwasser vor Danzig verwendet.
Am 28. Juni 1915 war die Bunte Kuh, Kommandant Steuermann der Reserve Richard Wegner (* 1887), zusammen mit fünf weiteren Hilfsminensuchern an einem Flottenvorstoß nach Windau beteiligt. Der Verband bestand aus dem alten Küstenpanzerschiff Beowulf, das die Beschießung durchführen sollte, sowie den Kleinen Kreuzern Augsburg und Lübeck, die jeweils von einem Torpedoboot begleitet wurden.
Dabei stieß der Verband auf eine neue russische Minensperre. Bei dem Versuch, die Sperre zu umgehen, lief die Bunte Kuh auf eine Seemine und sank nach einem zweistündigen Bergungsversuch rund 15 km nordwestlich von Backofen (auch Backofenberg, rund 25 km südlich von Windau) auf Position 57° 13 N, 21° 17 O. Dabei kam ein Besatzungsmitglied ums Leben, sechs wurden verletzt. Nach Gröner wurde das Wrack nicht gehoben.
Das Unternehmen gegen Windau wurde trotzdem fortgeführt. Dabei geriet die Lübeck in ein Gefecht mit russischen Zerstörern, das folgenlos blieb. Die Augsburg wurde erfolglos von einem russischen U-Boot, mutmaßlich die Okun der Kasatka-Klasse, angegriffen. Die Beowulf beschoss Windau zwischen 20.30h und 20.55h aus einer Entfernung von rund 2000 m. Größere Schäden entstanden dabei, soweit bekannt, nicht:

„Die Aufgabe war gelöst. Freilich war die Beschießung infolge der mancherlei Hindernisse, die Beowulf erst am späten Abend vor Windau eintreffen ließen, und wegen der Anwesenheit eines feindlichen Unterseebootes nur kurz gewesen. Es waren nicht mehr als 13 Schuß (24 cm) gefallen … Die Bemühungen, Teilen der feindlichen Flotte, auf die man bei dieser Gelegenheit gestoßen war, eine Schlappe beizubringen, waren trotz der Verantwortungsfreudigkeit der Führer und der vorzüglichen Haltung der Besatzungen nicht von Erfolg gekrönt.“

Die Untergangsstelle der Bunten Kuh ist auf der Textskizze 14 im amtlichen Seekriegswerk markiert. Während des Unternehmens herrschten bedingt durch Luftspiegelungen eigenartige Sichtverhältnisse, die dazu führten, dass einzelne Streifen der Wasserfläche aussahen wie „dichtes Schilf“ und zeitweise nicht festgestellt werden konnte, von wo die deutschen Einheiten beschossen wurden.